# 2012년 구라시키 해저 터널 사고
2012년 구라시키 해저 터널 사고(일본어: 倉敷海底トンネル事故)는 2012년 2월 7일 오카야마현 구라시키시의 미즈시나 콤비나트 안에 위치하고 있는 JX 닛코닛세키 에너지(現 JXTG 에너지)의 석유 정제 공장에서 일어난 사고이다. 그러나 이 사고가 파이프라인 수송 전용 해저 터널로 실드 터널 공법으로 시공하던 도중, 터널 안에 바닷물이 유입 및 침수되면서 작업 인부 5명이 숨지고 1명이 다쳤다.

## 사고의 원인
터널이 붕괴하기 전 탈출한 한 생존자의 의견에 따르면, ‘파이프라인을 설치하려고 터널을 파던 중 갑자기 바닷물이 터널로 솟구쳐 들어와 범람했다.’고 보고된 바 있었다. 다만 해당 사고를 일으킨 석유 제조 업체인 JX닛폰오일앤드에너지 측이 운영하고 있는 미즈시마 정유 공장에서 발생되었다. 당시 실종된 직원들은 하청업체 직원으로 밝혀져서 주위를 더욱 안타깝게 하는 느낌이 있다. 미즈시마 공장의 일대는 바다를 둘러싼 형태로 배치된 A공장과 B공장을 직선화하기 위해 2010년부터 공사를 시작한 길이 800 미터짜리의 터널이다. 깊이는 약 30m, 터널의 폭은 약 11m이고, 지상 입구에서 사고 지점까지 거리는 약 140m인 것으로 알려졌다. 1961년 건설된 해당 공장은 매일 36.5만 배럴(약 15,321,582.8 갤런)에 달하는 원유를 정제하여 석유를 비롯한 다양한 석유화학제품을 생산하고 있는 것으로 전하고 있다.

## 같이 보기
- 구의역 스크린도어 사망 사고
- 태안화력발전소 사고